# District de Shimomashiki
Le district de Shimomashiki (下益城郡, Shimomashiki-gun) est un district de la préfecture de Kumamoto au Japon doté d'une superficie de 144,03 km2.

En jaune, le district de Misato dans la préfecture de Kumamoto.

## Municipalité
- Misato

## Historique
- Le 1er novembre 2004, les bourgs de Chūō et Tomochi fusionnent pour former le bourg de Misato.
- Le 15 janvier 2005, les bourgs de Matsubase, Ogawa et Toyono fusionnent avec les bourgs de Misami et Shiranuhi du district d'Uto, pour former la ville d'Uki.
- Le 6 octobre 2008, le bourg de Tomiai est annexé à la ville de Kumamoto.
- Le 23 mars 2010, le bourg de Jōnan est annexé à la ville de Kumamoto.